# Коридал Мартыновой
Коридал Мартыновой (Protohermes martynovae) (лат. Corydalidae) — единственный на территории России вид семейства коридалид (Corydalidae) — насекомых из отряда большекрылых (Megaloptera).

## Описание
Крупные насекомые, с длиной переднего крыла у самцов 22—30 мм, самок 20—30 мм. Цвет тела головы и груди от желтоватого до желто-коричневого, дорсальная часть головы в затылочной области с двумя парами крупных черных боковых пятен и парой сублатеральных небольших пятен. Сложные глаза черно-коричневые; три глазка, расположенные в центре головы за антеннами, желтые с черным внутренним краем, средний глазок расположен поперечно и уплощен; расстояние между глазками чуть меньше расстояния между основаниями антенн. Антенны темные, с желтоватыми скапусом и педиселом. Постокулярный вырост присутствует, но слабо развит. Ротовые органы желтоватые; мандибулы в апикальной части черновато-коричневые. Грудь желтовато-коричневая; переднегрудь с двумя парами латеральных крупных пятен; средне- и заднегрудь светло-коричневатая латерально. Переднегрудь намного длиннее средне- и заднегруди. Ноги желтые с короткими, густыми желтоватыми щетинками; голень и лапка светло-коричневые; коготки лапки красновато-коричневые. Передние крылья палево-коричневые, полупрозрачные с крупными желтоватыми пятнами от основания к середине крыла. Брюшко от желтого до коричневого.

## Распространение
Известно всего менее десятка находок этого редкого вида: на юге Приморского края: в Яковлевке и в Пограничном районе без точного местонахождения; на юге Хабаровского края известен из Большехецирского заповедника из района Бычихи и кордона Чирки.

## Классификация
Близок к китайскому виду Protohermes xantodes Navás, 1913 и иногда рассматривается в качестве его синонима. Тем не менее, существуют чёткие отличия, позволяющие дифференцировать этот вид от P. xantodes.

## Охрана
Включён в Красную книгу Хабаровского края: категория 1: вид, находящийся под угрозой исчезновения.